# Dinu Pescariu
Dinu Pescariu (ur. 12 kwietnia 1974 w Bukareszcie) – rumuński tenisista, reprezentant w Pucharze Davisa, olimpijczyk.

## Kariera tenisowa
Jako zawodowy tenisista Pescariu wygrał jeden turniej z cyklu ATP World Tour w grze podwójnej oraz awansował do dwóch finałów.
W latach 1991–2000 reprezentował Rumunię w Pucharze Davisa, rozgrywając łącznie 21 meczów, z których w 10 zwyciężył.
W 1992 roku Pescariu wystąpił na igrzyskach olimpijskich w Barcelonie, gdzie doszedł do ćwierćfinału debla, a grał w parze z George Cosac. Spotkanie o awans do strefy medalowej Rumuni przegrali z Wayne'em Ferreirą i Pietem Norvalem. W 1996 roku Pescariu zagrał na igrzyskach olimpijskich w Atlancie, tym razem odpadając z rywalizacji w I rundzie. Partnerem Pescariu  był Andrei Pavel.
W rankingu gry pojedynczej Pescariu najwyżej był na 75. miejscu (8 czerwca 1998), a w klasyfikacji gry podwójnej na 114. pozycji (13 października 1997).

### Finały w turniejach ATP World Tour
| Nazwa                        |
| ---------------------------- |
| Wielki Szlem                 |
| Igrzyska olimpijskie         |
| ATP Tour World Championships |
| ATP Masters Series           |
| ATP Championship Series      |
| ATP World Series             |

#### Gra podwójna (1–2)
| Końcowy wynik | Nr | Data              | Turniej   | Nawierzchnia | Partner            | Przeciwnicy                       | Wynik finału |
| ------------- | -- | ----------------- | --------- | ------------ | ------------------ | --------------------------------- | ------------ |
| Finalista     | 1. | 10 listopada 1996 | Santiago  | Ceglana      | Albert Portas      | Gustavo Kuerten Fernando Meligeni | 4:6, 2:6     |
| Zwycięzca     | 1. | 27 lipca 1997     | Umag      | Ceglana      | Davide Sanguinetti | Dominik Hrbatý Karol Kučera       | 7:6, 6:4     |
| Finalista     | 2. | 20 września 1998  | Bukareszt | Ceglana      | George Cosac       | Andrei Pavel Gabriel Trifu        | 6:7, 6:7     |